# Christian Patterson
Christian Patterson (* 1972 in Fond du Lac, Wisconsin, USA) ist ein US-amerikanischer Fotograf.

## Leben
Patterson verließ 2002 Brooklyn, New York City, um mit dem in Memphis (Tennessee) ansässigen Fotografen William Eggleston zusammenzuarbeiten. Dort schloss er zwei Projekte ab, die in den Folgejahren in Einzelausstellungen gezeigt und in  Monographien veröffentlicht wurden. 2005 zog er wieder nach New York City.

## Ehrungen und Auszeichnungen
- 2013: Guggenheim Fellowship.

## Einzelausstellungen
- 2003: Another Time, Another Place, and You. Southside Gallery, Oxford (Mississippi), USA
- 2005: Sound Affects. Power House, Memphis, Tennessee, USA
- 2007: Sound Affects. Robert Koch Gallery, San Francisco, Kalifornien, USA
- 2008: Sound Affects. Kaune Sudendorf Contemporary, Köln
- 2012: Redheaded Peckerwood und Sound Affects. Robert Morat Galerie, Hamburg[1]
- 2012: Redheaded Peckerwood, Rose Gallery, Santa Monica, Kalifornien, USA

## Monographien
- 2008: Sound Affects. Edition Kaune Sudendorf, Köln
- 2012: Redheaded Peckerwood. MACK, London, England